# 2022年冬季奧林匹克運動會美屬維京群島代表團
2022年冬季奥林匹克运动会美属维尔京群岛代表团是美属维尔京群岛所派出的2022年冬季奥林匹克运动会代表团。这是美属维尔京群岛第八次参加冬季奥运。
美属维尔京群岛此次比赛派出一名选手参赛，代表团唯一的运动员凱蒂·坦嫩鮑姆一开始因2019冠状病毒病检测呈阳性而被迫接受隔离，致使美属维尔京群岛队决定放弃出席开幕式，由北京奥组委的一名志愿者代为担任该队的开幕式旗手。后来，坦嫩鮑姆在女子钢架雪车比赛开始前的最后时刻得以获准上场参赛，完成自己的比赛任务。

## 钢架雪车
代表美属维尔京群岛参赛的钢架雪车选手凱蒂·坦嫩鮑姆递补获得参赛资格。
| 运动员        | 项目 | 第一次  | 第一次 | 第二次  | 第二次 | 第三次  | 第三次 | 第四次 | 第四次 | 总计    | 总计 |
| 运动员        | 项目 | 时间    | 排名   | 时间    | 排名   | 时间    | 排名   | 时间   | 排名   | 时间    | 排名 |
| ------------- | ---- | ------- | ------ | ------- | ------ | ------- | ------ | ------ | ------ | ------- | ---- |
| 凱蒂·坦嫩鮑姆 | 女子 | 1:06.48 | 25     | 1:07.36 | 25     | 1:04.84 | 25     | 未晋级 | 未晋级 | 3:18.68 | 25   |